# Chiesa di San Severo (Arezzo)
La chiesa di San Severo è una chiesa di Arezzo che si trova nella località omonima.

## Storia e descrizione
La chiesa, intitolata al santo ravennate, oggi in parte rifatta, ha conservato la facciata romanica con portale architravato e con monofora a doppio strombo databile al XII secolo. La sua origine risale all'epoca alto medievale.
Nel 1051 Enrico III concesse il patronato su di essa a Teuzzone, abate benedettino di Sant'Antimo. La struttura interna è un'unica navata rettangolare con abside semicircolare rifatta nella zona centrale e nel coronamento. Si conserva una campana del 1301.